# Manolo Muñoz
Manuel Muñoz Velasco (La Barca, Jalisco, 14 de marzo de 1941 - Ciudad de México, 29 de octubre de 2000) fue un cantante y actor mexicano. Es considerado como uno de los intérpretes clásicos de la época del Rock and Roll mexicano, y quizás uno de los más prolíficos de la historia musical mexicana, al culminar su carrera de manera ininterrumpida. Pionero dentro del movimiento musical primero como vocalista de Los Gibson Boys y auténtico primer cantante solitario, antes que César Costa y Enrique Guzmán. Precursor del estilo romántico de artistas como Víctor Iturbe, José José y Luis Miguel. Su fama persiste como el intérprete de las canciones: Acapulco Rock, Speedy Gonzalez,  Ay, Preciosa, Pequeño Diablo, La Pera Madura, Llamarada.

## Biografía
Este singular cantante originario de La Barca, Estado de Jalisco, vio la luz por primera vez en 1941 siendo recibido en el seno de una familia humilde y trabajadora, consciente de su estatus económico, desde temprana edad, Manolo desempeñó diversas actividades para ayudar a la familia, trabajó como mandadero y asistente de barbero. 

## Inicios
Manolo Muñoz empezó su carrera con el grupo Los Gibson Boys donde interpretó famosas canciones como El Acapulco Rock y La Plaga. Decidió separarse de su banda y trabajar como solista poniendo en sus inicios la famosa canción La Pera Madura, Ay Preciosa, Dale Dale, Juanita Banana y con su característica voz Speedy González. Realizó películas en los años 60 como Mi alma por un amor, con Enrique Guzmán y Angélica María, La Juventud se impone al lado de Cesar Costa, y Enrique Guzmán y  de El bracero del Año con Eulalio González «Piporro» las últimas dos interpretando La Pera Madura y Speddy González. Trabajó al lado de Javier Solís cantando Ay preciosa, además participó en el filme Vivir de Sueños con Angélica María, Enrique Guzmán y David Reynoso. Produjo más de 30 discos con temas ya grabados. Manolo Muñoz se caracterizó por acomodarse a la época a modo de las canciones populares.

## Su mayor éxito
En los años 70 produjo el más grande éxito de su vida: Llamarada; con su magnífica voz y muy peculiar estilo hizo proclamarse Mr. Llamarada. Otros de sus triunfos musicales fueron: En un rincón del alma, Pesares y el gran éxito: Noche, no te vayas. Fue uno de los cantantes más reconocidos en México. Luego de cantar Rock and Roll y balada interpretó con banda y mariachi temas como: Gorrioncillo pecho amarillo y Nieves de enero: Grabó 3 volúmenes de banda y mariachi. 
Fue también compositor de varias canciones. Produjo un disco en vivo de una de sus presentaciones. Una de sus últimas apariciones fue "Al fin de semana" con Coque Muñiz y en el programa mañanero "Hoy". Cantando un popurrí de sus mejores éxitos y presentando su último disco donde incluyó su famosa 'Llamarada' y un tema del compositor Martín Urieta: 'Compréndela'. Su disco fue titulado en Busca del amor y fue sacado a la luz en octubre de 2000 el mismo mes de su fallecimiento y en su última presentación cantó Llamarada. En esa entrevista se consideró enemigo del «play back» y promovió su último disco y declarándose con buena salud. Manolo Muñoz tuvo una esposa y dos hijos. Tenía como hobbies la pintura, la pesca y la colección de carros, fue entrañable amigo de Chabelo, Enrique Guzmán y Héctor Lechuga.

## Muerte
Lamentablemente, Manolo Muñoz, ídolo de la balada y el rock and Roll, falleció a causa de un derrame cerebral, la mañana de 29 de octubre de 2000, luego de haber permanecido internado por seis días en el Hospital Santa Elena de la Ciudad de México. Los restos de Manolo Muñoz fueron sepultados en el Panteón Mausoleos del Ángel de la Ciudad de México. Le sobreviven sus hijos Maximiliano, Cynthia y Martín, este último sigue los buenos pasos de su padre como cantante, actor y compositor.